# Джонсон, Пьер-Марк
Пьер-Марк Джонсон (5 июля 1946; англ. Pierre-Marc Johnson) — адвокат, врач и политик Квебека. С 3 октября по 12 декабря 1985 года был 24-м премьер-министром Квебека. Пьер-Марк Джонсон меньше всех в истории занимал должность премьер-министра провинции.

## Ранний период жизни
Родился 5 июля 1946 года в Монреале, франкоканадец с ирландскими корнями, католик. Сын Рейне Гань и Даниэля Джонсона, который был премьер-министром Квебека с 1966 по 1968 год. В 1970 году окончил юридический факультет в Монреальском университете, а в 1976 году медицинский факультет в Шербрукском университете. Его брат, Дэниель Джонсон, был премьер-министром в течение девяти месяцев в 1994 году.
Каждый из Джонсонов возглавлял разные политические партии:
- Дэниель Джонсон (старший) был лидером консервативной партии «Национальный союз» и занимал неоднозначную позицию в вопросе о суверенитете Квебека;
- Пьер-Марк присоединился к движению за суверенитет Квебека после октябрьского кризиса 1970 года;
- Дэниель Джонсон (младший) поддержал либералистов-федералистов в 1977 году.

## Работа в правительстве
В 1976 году Пьер-Марк Джонсон успешно баллотировался в качестве кандидата от Квебекской партии в округе Анжу. Премьер-министр Рене Левек назначил его в кабинет правительства в 1977 году, а затем он был переизбран на выборах в 1981 году. С 1977 по 1980 год Пьер-Марк Джонсон занимал должность министра труда, министра по делам потребителей, кооперативов и финансовых учреждений с 1980 по 1981 год, министра социальных дел с 1981 по 1984 год и генерального прокурора с 1984 по 1985 год.

## Премьер Квебека
На выборах 1985 года Пьер-Марк Джонсон был выбран вслед за основателем Квебекской партии Рене Левеком в качестве лидера партии и стал премьер-министра Квебека. Считалось, что Пьер-Марк Джонсон мягко относится к вопросу о суверенитете Квебека и отодвинул вопрос о независимости на второй план.

## Жизнь после ухода из политики
Работал профессором права в Университете Макгилла в Монреале, и до 2014 года был юрисконсультом в фирме «Heenan Blaikie LLP». В настоящее время работает юрисконсультом в фирме «Lavery».

## Публикации
- Пьер-Марк Джонсон и Карел Майранд: «Beyond Trade: Broadening the Globalization Governance Agenda»[7].
- Пьер-Марк Джонсон и Андре Болье: «The Environment and NAFTA: Understanding and Implementing the New Continental Law»[8].